# Колпино (Рославльский район)
Колпино — деревня в Рославльском районе Смоленской области России. Входит в состав Богдановского сельского поселения. Население — 30 жителей (2007 год).
Расположена в южной части области в 40 км к северо-востоку от Рославля, в 23 км севернее автодороги А101 Москва — Варшава («Старая Польская» или «Варшавка»), на берегу реки Колпинка. В 35 км юго-западнее деревни расположена железнодорожная станция Стодолище на линии Смоленск — Рославль.

## История
В 1821 году отмечена в составе Ельнинского уезда на Генеральной карте Смоленской губернии, составленной в Санкт-Петербурге.
В годы Великой Отечественной войны деревня была оккупирована гитлеровскими войсками в сентябре 1941 года, освобождена в сентябре 1943 года.